# Condado de Ellis (Kansas)
El condado de Ellis (inglés: Ellis County) es un condado en el estado estadounidense de Kansas. En el censo de 2000 el condado tenía una población de 40,458 habitantes. Forma parte del área micropolitana de Hays. La sede de condado es Hays. El condado fue fundado el 26 de febrero de 1867 y fue nombrado en honor a George Ellis.

## Geografía

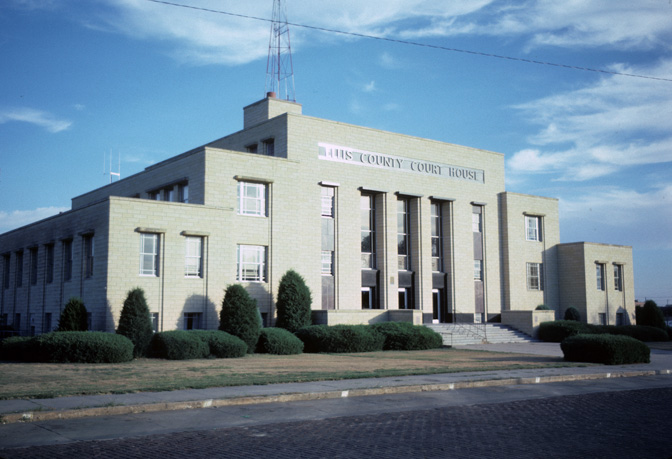
Juzgado del condado de Ellis en Hays.

Según la Oficina del Censo, el condado tiene un área total de 2.332 km² (900 sq mi), de la cual 2.331 km² (889,4 sq mi) es tierra y 1 km² (0,6 sq mi) (0,06%) es agua.

### Condados adyacentes
- Condado de Rooks (norte)
- Condado de Osborne (noreste)
- Condado de Russell (este)
- Condado de Rush (sur)
- Condado de Ness (suroeste)
- Condado de Trego (oeste)

## Autopistas importantes
- Interestatal 70
- U.S. Route 183

## Demografía
En el  censo de 2000, hubo 27.507 personas, 11.193 hogares y 6.771 familias residiendo en el condado. La densidad poblacional era de 31  personas por milla cuadrada (12/km²). En el 2000 había 12.078 unidades habitacionales en una densidad de 13 por milla cuadrada (5/km²). La demografía del condado era de 96,10% blancos, 0,67% afroamericanos, 0,21% amerindios, 0,82% asiáticos, 0,02% isleños del Pacífico, 1,31% de otras razas y 0,89% de dos o más razas. 2,37% de la población era de origen hispano o latino de cualquier raza. 
La renta promedio para un hogar del condado era de $32.339 y el ingreso promedio para una familia era de $44.498. En 2000 los hombres tenían un ingreso medio de $29.885 versus $21.269 para las mujeres. La renta per cápita para el condado era de $18.259 y el 12,90% de la población estaba bajo el umbral de pobreza nacional.

## Ciudades y pueblos
| - Catharine - Ellis | - Hays - Pfeifer | - Schoenchen - Victoria | - Walker |